# Serge Venturini
Pour les articles homonymes, voir Venturini.
Œuvres principales
ÉCLATS I, II, III, IV, V, VI, VII.
Compléments
Journal du transvisible ; Avant tout et en dépit de tout ; Fulguriances
Serge Venturini né le 12 octobre 1955 à Paris est un poète français, traducteur de l’arménien et essayiste. Il est surtout connu pour ses traductions, en collaboration avec son épouse Élisabeth Mouradian, du troubadour arménien Sayat-Nova et du poète arménien Yéghiché Tcharents.

## Biographie
Serge Venturini naît le 12 octobre 1955 à Paris dans une famille d'origine corse. Sa mère, née à Figline di Prato, Maryse Innocenti, est alors couturière. Son père, Jean-Laurent Venturini, originaire de Rutali, est alors dessinateur-cartographe à l'Institut géographique national.
Après des études littéraires, Serge Venturini devient professeur de lettres et enseigne à l'étranger, détaché par le ministère des Affaires étrangères et du Développement international : Liban, Maroc, Arménie, Russie puis Pologne.
Il épouse en 1990 la traductrice Élisabeth Mouradian.
Il revient en France en 1996, pour enseigner en banlieue parisienne, en ZEP jusqu'en 2015. Parallèlement à l'enseignement, il commence en coopération avec sa femme à faire des traductions littéraires arménien-français.
Il écrit des poèmes depuis sa jeunesse. Un recueil Proèmes est publié en 1980, mais ce n'est que depuis 2000 qu'il publie régulièrement ses écrits poétiques, qui sont du genre Poésie philosophique, dont la série de recueils intitulée Éclats….
Il dirige depuis 2009, la collection « Lettres arméniennes », aux Éditions L'Harmattan.

## Œuvres
- Proèmes, Beyrouth, 1980.
- D'aurorales clartés : Choix de poèmes réunis par l'auteur, 1971-1995, Gutenberg XXIe siècle, Paris, 2000 (OCLC 47692464). Livre dédié à Ossip Mandelstam
- Éclats d'une poétique du devenir humain, 1976-1999, (Livre I), Éditions L'Harmattan, coll. « Poètes des cinq continents », Paris, 2000 (OCLC 44448871). Livre dédié à Paul Celan
- Le sens de la terre, suivi de L’Effeuillée, Aphrodite en trente variations, 1999-2003, Éditions Didro, Paris, 2004  (ISBN 2-910726-64-9)[10]. Livre dédié à Yves Battistini
- Éclats d’une poétique du devenir posthumain, 2000-2007, (Livre II), Éditions L'Harmattan, coll. « Poètes des cinq continents », Paris, 2007  (ISBN 978-2-296-03301-6). Livre dédié à Lucie Aubrac
- Fulguriances et autres figures, 1980-2007, postface de Philippe Tancelin, coll. « Poètes des cinq continents», Paris, Éditions L'Harmattan,  (ISBN 978-2-296-05656-5) Livre dédié à Alexandre Blok
- Éclats d’une poétique du devenir transhumain, 2003-2008 (Livre III), Éditions L'Harmattan, coll. « Poètes des cinq continents », Paris, 2009  (ISBN 978-2-296-09603-5). Livre dédié à Missak Manouchian, « à l'homme-poète, révolutionnaire résistant »
- Éclats d’une poétique du devenir, Journal du transvisible (2007-2009) (Livre IV), Éditions L'Harmattan, coll. « Poètes des cinq continents », Paris, 23 février 2010  (ISBN 978-2-296-11117-2)[11].
- Avant tout et en dépit de tout (2000-2010), Éditions L'Harmattan, coll. « Poètes des cinq continents », Paris, janvier 2011  (ISBN 978-2-296-13176-7). Livre dédié à Marina Tsvetaeva
- Éclats d’une poétique de l'inaccompli, (2009-2012) (Livre V), coll. « Poètes des cinq continents », préface de Paul Van Melle, Éditions L'Harmattan, Paris, 20 janvier 2012  (ISBN 978-2-296-55628-7). Livre dédié à René Char
- (en + fr + hy) Literary ark 2011, recueil trilingue publié dans le cadre du programme : « Yerevan World Book capital 2012 » et « 500th Anniversary of Armenian Printing », dont trois poèmes ; "D'Erebouni à Erevan", "Sardonique impromptu" et "Roses d'Erevan", Erevan 2012,  (ISBN 9789994193882) p. 254-261.
- De Profundis, long poème (138 vers) dédié à Josquin des Prés (2013)[12] dans :
- Éclats d'une poétique de l'approche de l'inconnaissable, Livre VI, (2010-2013), coll. « Poètes des cinq continents », éd. L'Harmattan, Paris, mars 2013,  (ISBN 9782343005225). Livre dédié à Laurent Terzieff
- Éclats d'une poétique des métamorphoses, Livre VII, (2013-2015), coll. « Poètes des cinq continents », éd. L'Harmattan, Paris, nov. 2015,  (ISBN 9782343078311).
- Du fleuve débordant Du fleuve sans retour (essai en poésie), postface de Philippe Tancelin, coll. « Poètes des cinq continents », éd. L'Harmattan, Paris, sept. 2017.  (ISBN 978-2-343-12732-3)

## Traductions
- (hy + fr) Sayat-Nova, Odes arméniennes (traduction des 47 odes), avec Élisabeth Mouradian, Éditions L'Harmattan, coll. « Poètes des cinq continents », Paris, 2006  (ISBN 2-296-01398-8). Livre dédié à Sergueï Paradjanov
- (hy + fr) Yéghiché Tcharents, Եղիշե Չարենցի, Դանթեական առասպել (1915-1916)/Légende dantesque (1915-1916), présentation, traduction de l'arménien, postface et notes de Serge Venturini avec l'aide d'Élisabeth Mouradian, Éditions L'Harmattan, coll. « Lettres arméniennes », no 2, Paris, 10 décembre 2010  (ISBN 978-2-296-13174-3). Livre dédié à Liu Xiaobo
- (hy + fr) Serge Venturini / Սերժ Վենտուրինի, Et gravir / Եւ լեռն ի վեր, traduction d'un choix de textes par Benjamin Tchavouchian, Élisabeth Mouradian, maître d'œuvre de la version arménienne bilingue (français-arménien) Hovik Vardoumian, Éditions « Fêtes », Erevan, 2008, 113 p.  (ISBN 978-99941-59-42-0).
- Hovik Vardoumian (trad. Élisabeth Mouradian, préface Serge Venturini), L'Immortel et autres nouvelles, coll. « Lettres arméniennes », Éditions L'Harmattan, Paris, 2009  (ISBN 978-2-296-10160-9)
- Mosaïque de proses contemporaines d'Arménie, (17 auteurs publiés : Mikaël Abadjiants, Mariam Assirian, Hratch Béglarian, Nelly Chahnazarian, Vahagn Grigorian, Suzanne Haroutiounian, Alice Hovhanissian, Gourguen Khandjian, Gaguik Makhsoudian, David Mouradian, Raphaël Nahapétian, Ara Nazaréthian, Anahit Toptchian, Ara Vardanian, Karo Vardanian, Hovik Vardoumian, Hovhannès Yéranian), traductions Élisabeth Mouradian et Pierre Ter-Sarkissian, suivi de Entre effervescence et fermentation par Serge Venturini (maître d'œuvre de l'ouvrage), coll. « Lettres arméniennes », Éditions L'Harmattan, Paris, mars 2012,  (ISBN 9782296960589) Livre dédié à Yéghiché Tcharents
- Quand tout se noue et se dénoue de Yvette-Nvart Vartanian, Préface de Serge Venturini, Autotraduction de Yvette-Nvart Vartanian, relue par Élisabeth Mouradian et Serge Venturini, coll. « Lettres arméniennes », éd. L'Harmattan, Paris, juin 2018,  (ISBN 9782343147192).

## Essais
- Du fleuve débordant Du fleuve sans retour (essai en poésie), postface de Philippe Tancelin, coll. « Poètes des cinq continents », éd. L'Harmattan, Paris, sept. 2017.  (ISBN 978-2-343-12732-3)
  - traduction en (hy) : Հորդացող գետի մասին Անվերադարձ գետի մասին (titre en arménien), par Yvette-Nvart Vartanian, avant-propos par Hovik Vardoumian, préface de David Shahnazarian, postface de Philippe Tancelin, maître d'œuvre de l'édition Élisabeth Mouradian, éd. VMV Print, Erevan novembre 2024, 174 p..  (ISBN 978-9939-60-879-2)

- Tcharents, présentation chronologique, dans le vent de l'histoire suivi de Nausicaa de Yéghiché Tcharents (Version de Serge Venturini avec l'aide d'Élisabeth Mouradian), coll. « Lettres arméniennes », éd. L'Harmattan, Paris, octobre 2018,  (ISBN 9782343158617)[13].
- Tcharents notre contemporain suivi de la traduction du poème Foules affolées avec l'aide d'Élisabeth Mouradian, coll. « Lettres arméniennes », éd. L'Harmattan, Paris, février 2020[14].  (ISBN 9782343158617)

## Musique
Le compositeur de musique contemporaine, Belge d'origine grecque, Adrien Tsilogiannis a créé deux œuvres inspirées de la "Poétique de l'inaccompli" et de "Fulguriances":
- Filante, attirante… de l'inaccompli, op.17 (2012) 10'00, pour 11 instruments : 1 (fl. & picc.).1 (cl. & clB).1.1. / 1. / 1 perc / 1.1.1.1.1., jouée par "Sturm und Klang Ensemble" (dirigée par Thomas Van Haeperen) à la "Fonderie" (Bruxelles/Molenbeek-Saint-Jean), création le 9 septembre 2012.
- Transfulgurés, op.18 (2012) 12'30, pour 10 instruments : 1.0.1.0 / 1.1.1.0 / 1 perc / pno / 1.0.1.1.0  Création mondiale sous la direction de Patrick Davin et l'ensemble Musiques Nouvelles, au festival Ars Musica à Bruxelles, le 10 mars 2013.  Consulté le 11 mars 2013.

## Contributions & hommages
- Quelques poèmes dans l'anthologie Ultime recours/Une anthologie de la poésie francophone contemporaine des profondeurs, coordonnée par Matthieu Baumier & Gwen Garnier-Duguy, janvier 2015, 300 p. ,  (ISBN 978-2-37226-024-4).
- Un poème, p. 81, dans Voix Vives de Méditerranée en Méditerranée, anthologie Sète 2014, éd. Bruno Doucey, juillet 2014,  (ISBN 9782362290695).
- Participation au livre À la rencontre de Geneviève Clancy, poète-philosophe de Philippe Tancelin (avec une vingtaine de participations), éd. L'Harmattan, Paris 2013.   (ISBN 978-2343006765).
- Hommage à Paul Celan : deux poèmes, écouter en ligne via youtube.com

## Honneurs
- En 2015, il reçoit le prix Grigor Narekatsi du ministère de Culture de la République d'Arménie[16] en signe de reconnaissance pour son respect envers la culture et l’identité arméniennes et pour sa défense de la cause arménienne[17].